# Gibecq
Gibecq (Nederlands: Gibeek) is een dorp in de Belgische provincie Henegouwen, en een deelgemeente van de Waalse stad Aat. Gibecq was een zelfstandige gemeente, tot die bij de gemeentelijke herindeling van 1977 toegevoegd werd aan de gemeente Aat.

## Bezienswaardigheden
- De Sint-Pieterskerk (Église Saint-Pierre) werd in 1743 gebouwd maar veel muurwerk is van de voorganger afkomstig. Het hoofdaltaar is afkomstig van de Benedictinessenabdij van Ghislenghien. De preekstoel is uit de 2e helft van de 17e eeuw.

## Natuur en landschap
Gibecq ligt aan de Ruisseau de Buissenal. De hoogte aan de kerk bedraagt 52 meter.

## Demografische ontwikkeling
- Bronnen:NIS, Opm:1831 tot en met 1970=volkstellingen, 1976= inwoneraantal op 31 december

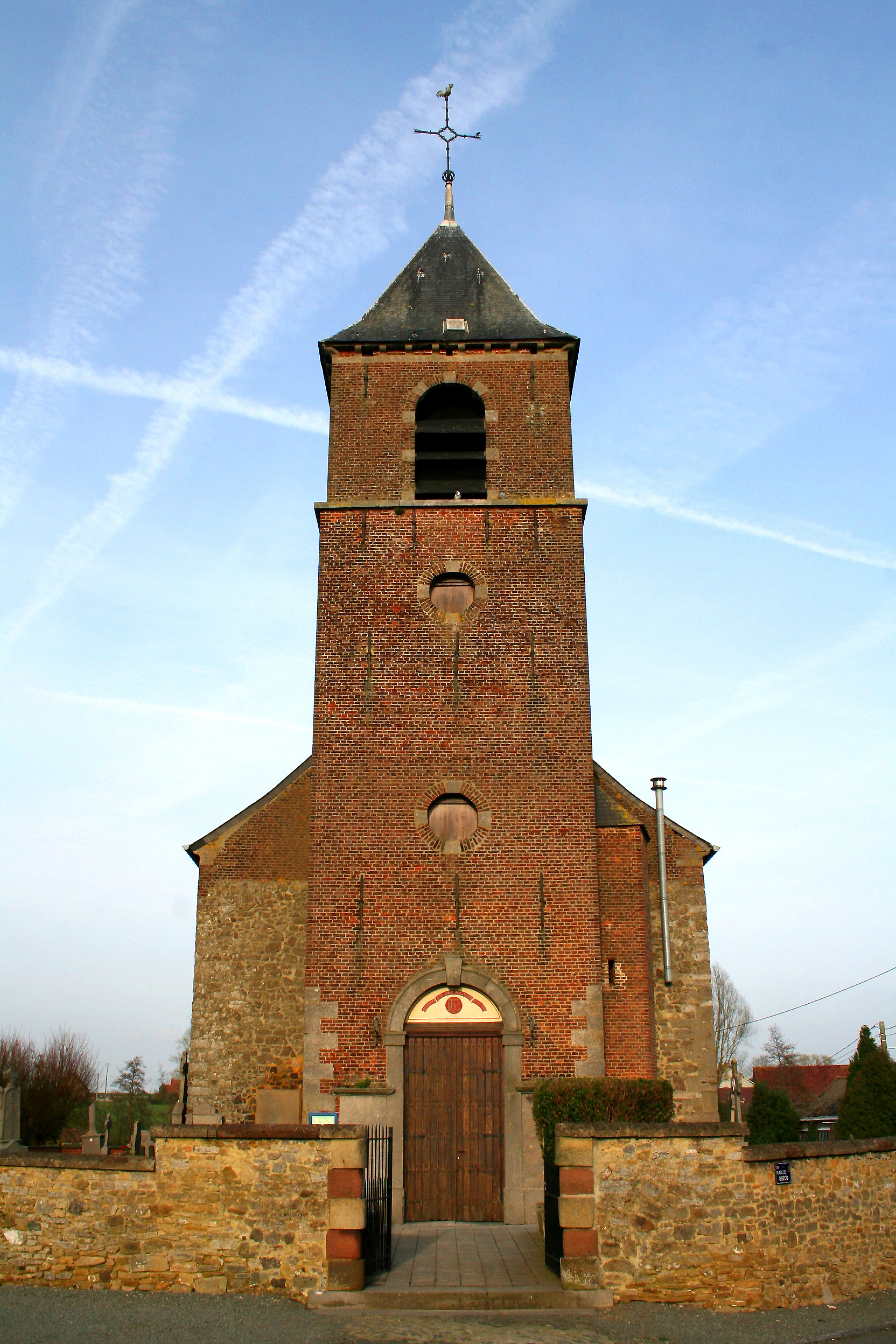
De Sint-Pieterskerk (1743).

## Nabijgelegen kernen
Gages, Gondregnies, Silly, Ghislenghien